# Бурт, Александр Сергеевич
Александр Сергеевич Бурт (19 сентября 1952, Москва — 17 апреля 2017, Сочи) — советский и российский тренер по лёгкой атлетике. Заслуженный тренер России.

## Биография
В юности занимался прыжками в высоту. 
На протяжении многих лет работал тренером в СШОР «Юность Москвы» по лёгкой атлетике имени братьев Знаменских.
В 2000 году он вошёл в десятку лучших тренеров России по лёгкой атлетике.
Наиболее известными спортсменами среди его воспитанников являются:
- Сергей Клюгин — олимпийский чемпион 2000 года[4],
- Вячеслав Воронин — чемпион мира 1999 года и Европы в помещении 2000 года[5],
- Марина Купцова — чемпионка Европы в помещении 2002 года, серебряный призёр чемпионата мира 2003 года[6][7],
- Дмитрий Семёнов — призёр чемпионатов России,
- Никита Анищенков — чемпион Европы среди юниоров 2011 года[8],
- Григорий Федорков — двукратный чемпион России.

Скоропостижно скончался на тренировочных сборах в Сочи. Похоронен на Хованском кладбище в Москве.

## Семья
Женат, сын Сергей и дочь Мария.

## Награды и звания
- Почётное звание «Заслуженный тренер России».
- Медаль ордена «За заслуги перед Отечеством» II степени (2001)[14].